# Apple TV+
Apple TV+ (вимовляється як Apple TV Plus) — відеосервіс від компанії Apple, запущений 1 листопада 2019 року. Вперше його анонсували актори Дженніфер Еністон, Опра Вінфрі, Стівен Спілберг і Джейсон Момоа під час їхнього виступу на спеціальному заході, який проводився 25 березня 2019 року компанією Apple в театрі імені Стіва Джобса.
Контент Apple TV+ можна переглядати на вебсайті Apple або через додаток Apple TV, який з 2019 року став доступним на різних побутових пристроях та платформах (у тому числі й конкурентних). З часом планується збільшення кількості пристроїв, що підтримують відповідний додаток.

## Сумісні платформи та пристрої
- Телефони iPhone
- Планшети iPad
- Приставка Apple TV
- Комп'ютери сімейства Mac
- Комп'ютери сімейства PC
- Телевізори SAMSUNG (SMART TV)
- Програвачі та TV-приставки від Roku
- Приставки Fire TV від Amazon
- AirPlay 2-сумісні телевізори (LG, VIZIO)
- Ігрові консолі PlayStation та Xbox

## Apple TV Plus в Україні
Від початку свого глобального запуску 1 листопада 2019 року vod-сервіс Apple TV Plus надав доступ до своїх послуг для понад 100 країн, включно з Україною (окрім окупованого Росією сходу України (ОРДЛО) та півдня України (Криму)). Apple TV Plus пропонує виключно опцію україномовних субтитрів до свого оригінального відео-контенту й станом на початок 2021 року ще жоден оригінальний фільм чи серіал Apple TV Plus ще не отримав україномовного озвучення/дубляжу.
Станом на квітень 2021 року у контент медіа-бібліотеці Apple TV+ було 31 повнометражних фільмів/серіалів з україномовними субтитрами.